# Weltkarte

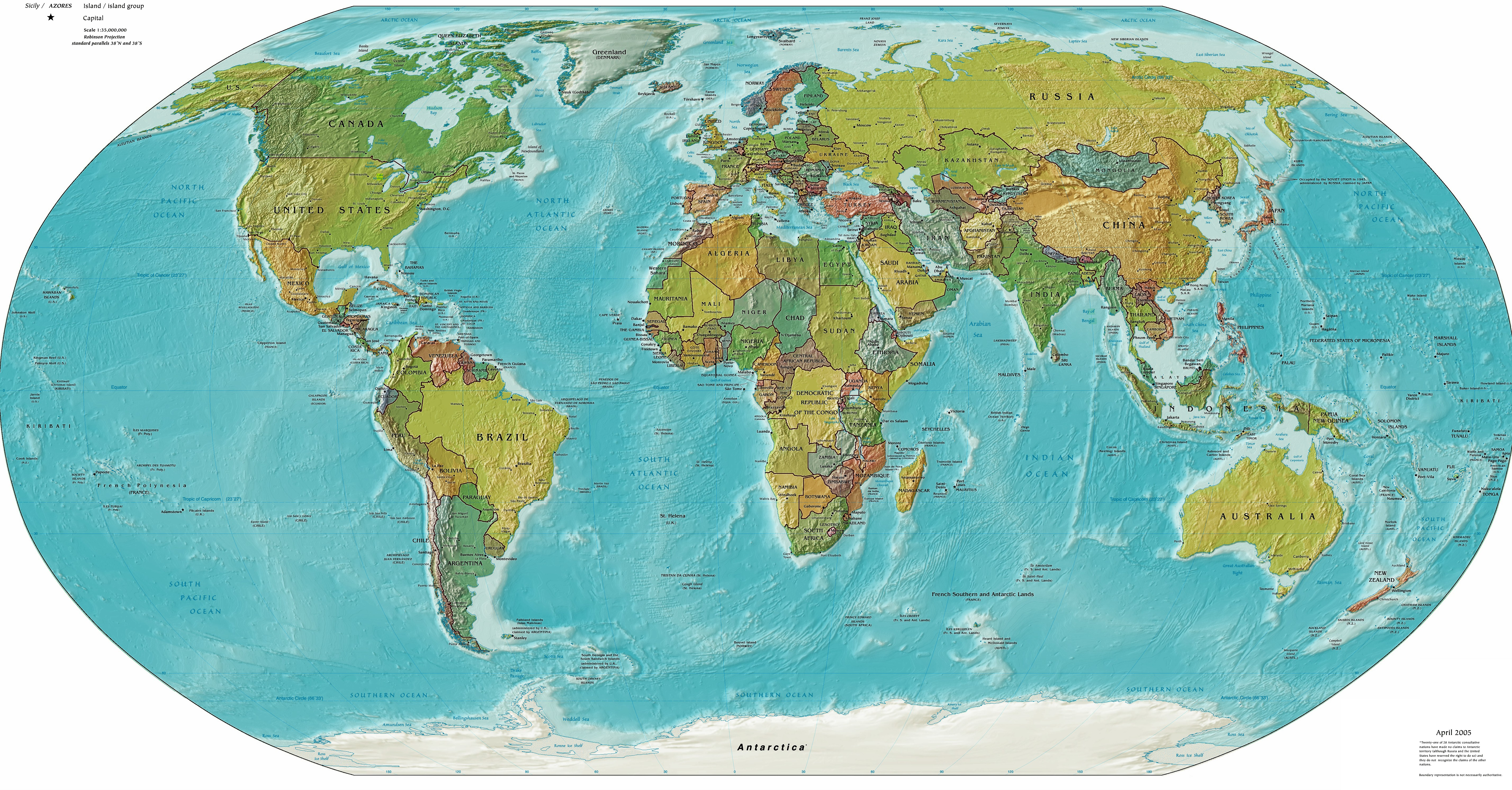
Geographisch-politische Weltkarte: Strukturen der Erdoberfläche und der Meeresböden sind dargestellt, außerdem die Staaten der Erde (Stand 2005)

Als Weltkarte bezeichnet man eine Karte, die die gesamte Erdoberfläche abbildet. Die Kartengrundlage kann aus Vermessungszeichnungen, aber auch aus Fernerkundungsdaten von Satelliten oder Luftbildern bestehen. Letztere werden meist so aus Einzelaufnahmen zusammengesetzt, dass keine atmosphärischen Störungen wie Wolken zu sehen sind.

## Eigenschaften

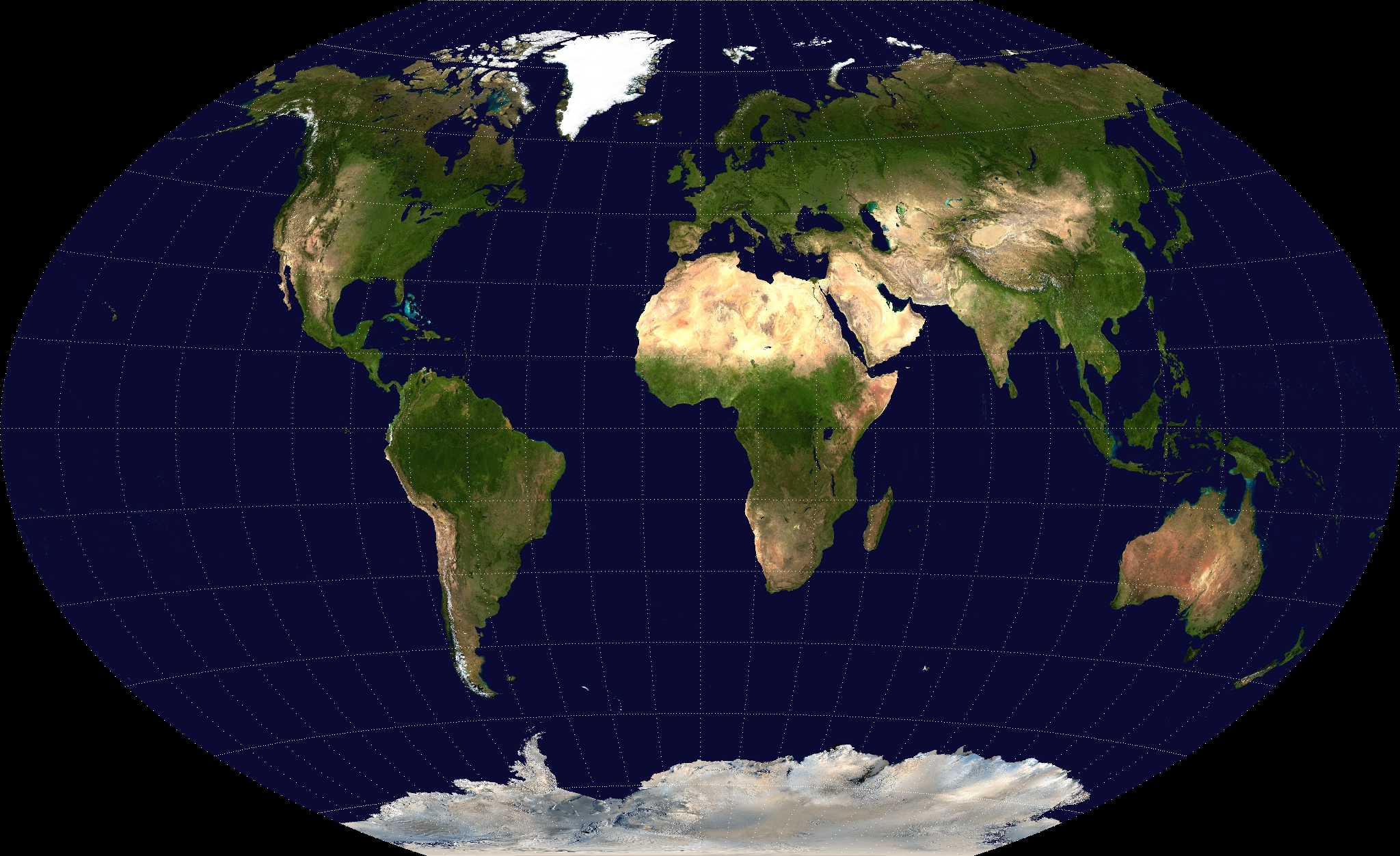
Satellitenkarte der Welt in Winkel-Tripel-Projektion

Vertikaler Schnitt am Nullmeridian

Bei Weltkarten ist die Frage der Projektion am gravierendsten, da hier eine vollständige Kugeloberfläche auf eine Ebene projiziert werden muss. Die Verzerrungen an den Kartenrändern wirken sich dadurch stärker aus als bei kleinräumigen Karten. Aus diesem Grund existieren sehr viele unterschiedliche Kartennetzentwürfe für Weltkarten, die je nach Anwendungszweck eingesetzt werden. Für allgemeine Veranschaulichungszwecke wird meistens ein Projektionskompromiss genutzt, der weder Flächen noch Winkel zu stark verzerrt (zum Beispiel die Robinson- und die Winkel-Tripel-Projektion).
Wie bei Karten heute allgemein üblich, sind auch Weltkarten nach Norden ausgerichtet. Der obere und untere Rand werden meistens an Nord- bzw. Südpol festgelegt. Diese Konvention stammt aus Europa und aus der Zeit, als die Kontinente Australien und Antarktika dort unbekannt waren. Moderne Reaktionen darauf sind nach Süden ausgerichtete alternative Karten, wie die 1979 erschienene Universal Corrective Map of the World des Australiers Stuart McArthur.
Die horizontale Zentrierung erfolgt unterschiedlich und meist so, dass die Anwendungsregion der Karte ungefähr in der Mitte liegt. Da der notwendige vertikale Schnitt möglichst nicht durch Landflächen verlaufen soll, sind heutzutage vor allem zwei Kartenzentrierungen üblich: bei der einen verläuft der Schnitt durch den Pazifik, bei der anderen durch den Atlantik.
Die Alternative zur Weltkarte ist der Globus, der die Erdoberfläche unverzerrt darstellen kann. Ihm gegenüber hat die Karte den Nachteil, dass sie immer mindestens eine der Eigenschaften Längentreue, Flächentreue oder Winkeltreue verletzt. Ihr Vorteil besteht darin, dass sie einen Gesamtüberblick über die Oberfläche der Erde bieten kann. Außerdem können ebene Darstellungen in Medien besser verwendet werden, ob auf Papier für Atlanten und Poster oder auf Bildschirmen.

## Anwendung und Bedeutung

Politische Weltkarte aller Staaten

Wie alle Karten erfüllen auch Weltkarten verschiedene Funktionen. Ihre primäre, die Orientierung, spielt in dieser Größenordnung vor allem in See-, Luft- und Raumfahrt eine bedeutende Rolle, während beispielsweise Straßenkarten meist kleinräumiger sind. Die häufigsten Kartentypen sind die physische Karte, die natürliche Gegebenheiten wie Gebirge und Gewässer zeigt, die politische Karte, die Staatsgrenzen und Städte abbildet, sowie die Kombination daraus, die allgemein-geographische Karte.
Außerdem kann eine Weltkarte zur Darstellung jeglicher weltweit erhobener Daten dienen oder großräumige Verteilungen, Zusammenhänge oder Kreisläufe abbilden.
Weltkarten haben auch eine symbolische Bedeutung. Sie spiegeln die Gesamtheit der Weltbevölkerung wider, symbolisieren die Verteilung von Völkern und Staaten. Andererseits zeigen sie den „blauen Planeten“ Erde, bilden die gesamte Biosphäre ab und können so für die Natur stehen.

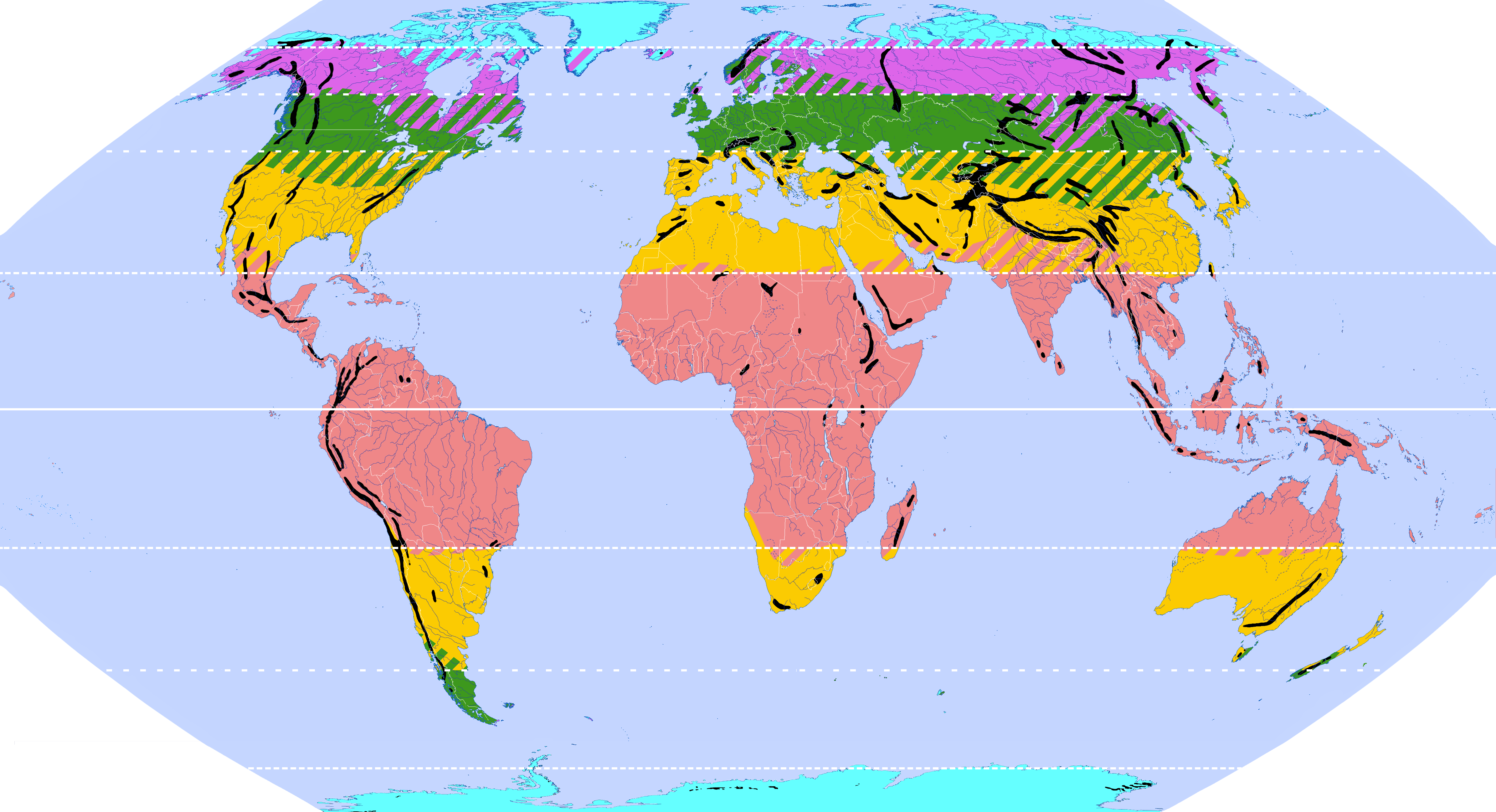
Klimazonen der Erde
Globale Meeresströmungen
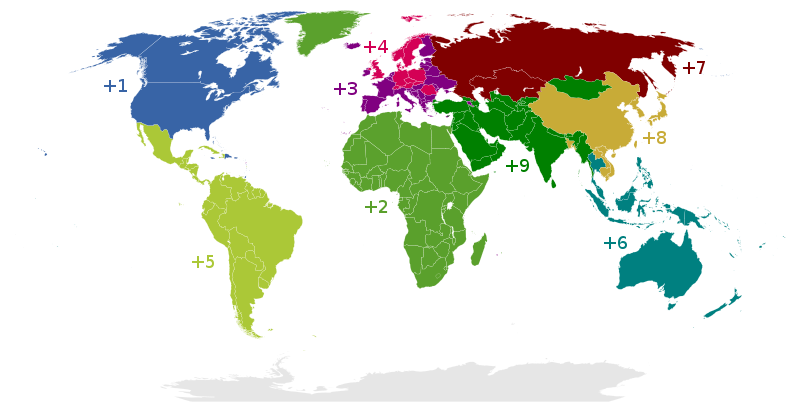
Telefonvorwahlen nach Staat
Index der menschlichen Entwicklung nach Staat
UN-Flagge mit mittabstandstreuer Azimutalprojektion
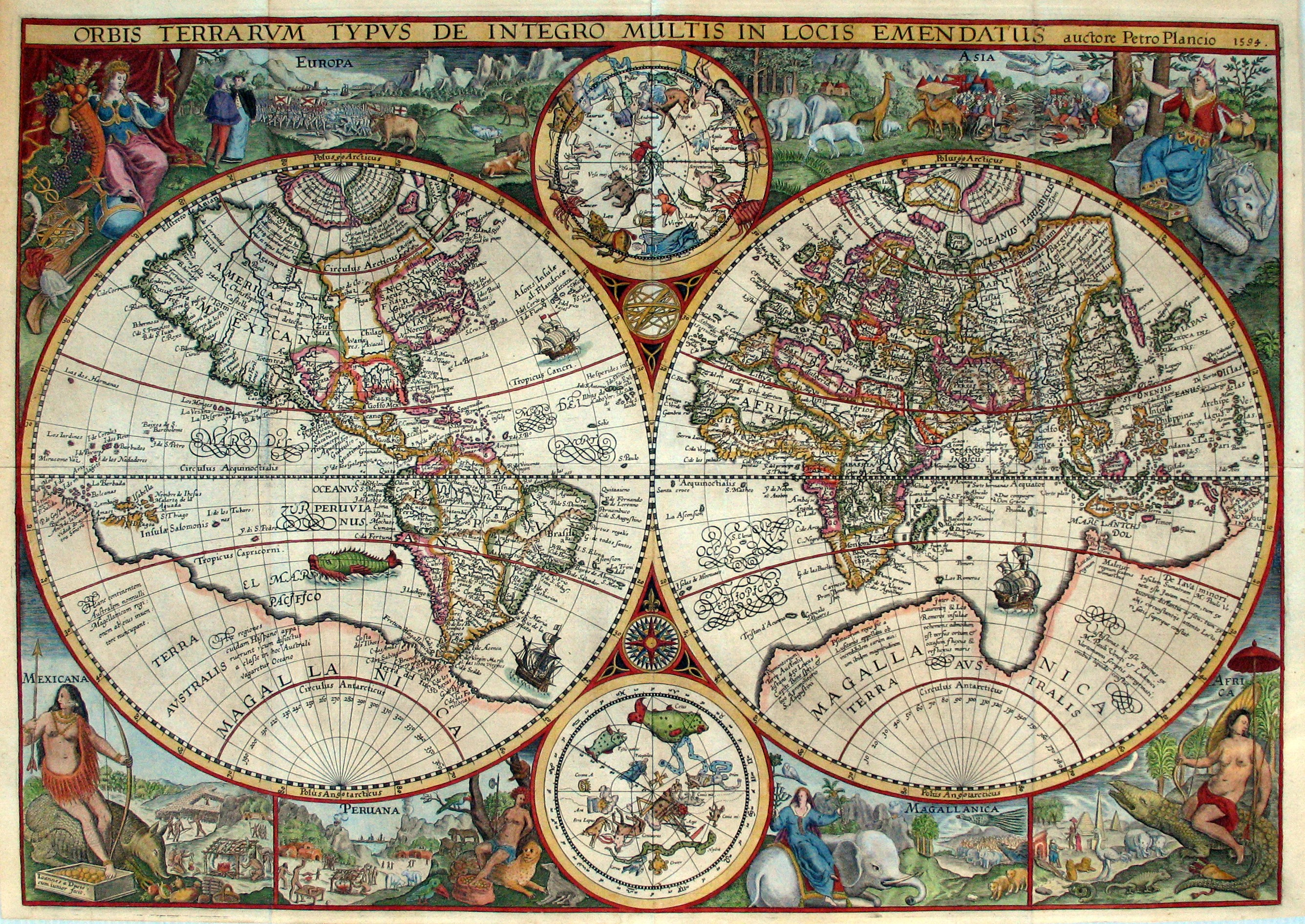
Weltkarte des Petrus Plancius von 1594

## Geschichte
Die Tabelle führt frühe Weltkarten auf, die den Anspruch hatten, die gesamte bekannte Welt darzustellen. Sie reicht bis zur ersten Karte, die nach der Entdeckung Amerikas die Neue Welt darstellt.
| Titel                                          | Jahr (ca.)  | Autor/Auftraggeber                                                                               | Land/Region (heute)  | Bild | Älteste erhaltene Überlieferung |
| ---------------------------------------------- | ----------- | ------------------------------------------------------------------------------------------------ | -------------------- | ---- | ------------------------------- |
| Babylonische Weltkarte                         | 600 v. Chr. |                                                                                                  | Irak, Babylon        |      | 600 v. Chr.                     |
| Orbis Terrarum (Agrippa)                       | 1           | Marcus Vipsanius Agrippa                                                                         |                      |      |                                 |
| Tabula Peutingeriana                           | 375         |                                                                                                  |                      |      | 1150                            |
| Weltkarte des Kosmas Indikopleustes            | 550         | Kosmas Indikopleustes                                                                            | Ägypten, Alexandria  |      | 550                             |
| Hereford-Karte                                 | 1290        | Richard von Haldingham und Lafford (heute Holdingham und Sleaford), bekannt als Richard de Bello | England, Hereford    |      | 1290                            |
| Ebstorfer Weltkarte                            | 1300        | ?                                                                                                | Deutschland, Ebstorf |      | 1891                            |
| Kangnidokarte/Honil Gangni Yeokdae Gukdo Ji Do | 1402        |                                                                                                  | Korea                |      |                                 |
| De-Virga-Weltkarte                             | 1411        |                                                                                                  |                      |      | 1911                            |
| Weltkarte des Andreas Walsperger               | 1448        |                                                                                                  |                      |      | 1448                            |
| Genuesische Weltkarte                          | 1457        |                                                                                                  |                      |      |                                 |
| Fra Mauros Weltkarte                           | 1459        |                                                                                                  |                      |      |                                 |
| Cantino-Planisphäre                            | 1502        |                                                                                                  |                      |      |                                 |
| Martin Waldseemüller                           | 1507        |                                                                                                  |                      |      |                                 |
| Karte des Piri Reis                            | 1513        |                                                                                                  | Osmanisches Reich    |      |                                 |

Wichtige Weltkartenprojekte des 20. Jahrhunderts waren die Internationale Weltkarte (ab 1913) und die Weltkarte 1:2.500.000 (ab 1956).